# Наваграха-шанти
Наваграха-шанти (Navagraha Shanti) — ритуал в индуизме, который проводится с целью обретения благоденствия и долголетия, а также для устранения всевозможной скверны и ритуальной нечистоты. Согласно предписаниям индуизма, многие, если не все ритуальные церемонии должны начинаться с Наваграха-шанти.
Значение слова восходит к ведической астрологии и означает «умилостивление 9 планет (наваграха)» — Солнце (Сурья), Луна (Чандра), Марс (Мангала), Меркурий (Будха), Юпитер (Гуру), Венера (Шукра), Сатурн (Шани), Раху (Северный Лунный узел) и Кету (Южный Лунный узел).